# Jaroszewice Rychwalskie
Jaroszewice Rychwalskie – wieś w Polsce położona w województwie wielkopolskim, w powiecie konińskim, w gminie Rychwał.
W latach 1975–1998 miejscowość administracyjnie należała do województwa konińskiego.
We wsi w 1911 urodził się Serafin Opałko – polski duchowny katolicki, kanonik i prałat Jego Świątobliwości, podpułkownik Wojska Polskiego.